# Irmgard Roebling
Irmgard Roebling  (geboren 23. Oktober 1940 in Essen) ist eine deutsche Literaturwissenschaftlerin.  

## Leben
Irmgard Roebling studierte Germanistik, Romanistik und Philosophie in Hamburg, Münster und Paris und wurde an der Universität Konstanz promoviert. Sie arbeitete als wissenschaftliche Angestellte an der Universität Osnabrück, wo sie sich 1987 habilitierte. Seit 1988 bis zu ihrer Emeritierung war sie Professorin für Neuere deutsche Literaturwissenschaft an der Albert-Ludwigs-Universität Freiburg. Ihre Fachgebiete sind die Literatur des 19. und 20. Jahrhunderts, Genderfragen und Psychoanalyse in der Literatur.

## Schriften (Auswahl)
- Das Problem des Mythischen in der Dichtung Georg Heyms. Bern : Lang 1975 Konstanz, Univ., Diss., 1971
- Wilhelm Raabes doppelte Buchführung. Paradigma einer Spaltung. Tübingen : Niemeyer 1988
- (Hrsg.): Lulu, Lilith, Mona Lisa ... Frauenbilder der Jahrhundertwende. Pfaffenweiler : Centaurus-Verl.-Ges. 1989
- (Hrsg.): Sehnsucht und Sirene. 14 Abhandlungen zu Wasserphantasien. Pfaffenweiler : Centaurus-Verlagsgesellschaft, 1991
- (Mhrsg.): Das verschwiegene Ich. Vom Un-Ausdrücklichen in autobiographischen Texten. 1993
- (Mhrsg.): Mutter und Mütterlichkeit. Wandel und Wirksamkeit einer Phantasie in der deutschen Literatur. Fs. Verena Ehrich-Haefeli. Würzburg: Königshausen & Neumann 1996.